# Ute Hommola
Ute Hommola (Weißenborn, 20 gennaio 1952) è un'ex giavellottista tedesca.
In carriera ha vinto un bronzo ai Giochi olimpici di Mosca 1980.

## Palmarès
| Anno | Manifestazione  | Sede  | Evento                 | Risultato | Prestazione | Note |
| ---- | --------------- | ----- | ---------------------- | --------- | ----------- | ---- |
| 1978 | Europei         | Praga | Lancio del giavellotto | Bronzo    | 62,32 m     |      |
| 1980 | Giochi olimpici | Mosca | Lancio del giavellotto | Bronzo    | 66,56 m     |      |

## Altre competizioni internazionali
1981
- Coppa Europa di atletica leggera ( Zagabria)